# Ciklopentolát
A ciklopentolát pupillatágító és cikloplegiás szer. Legtöbbször gyermekek szemvizsgálatát végzik a segítségével. Használják még atropin helyett az acetilkolinnak a muszkarinos receptorokra és a központi idegrendszerre gyakorolt hatásának semlegesítésére.
Gyermekek szemvizsgálatakor a ciklopentolát 0,5%-os és 1%-os oldatát alkalmazzák, hogy a szem közeli tárgyakra fókuszálását gátolják. Így könnyebb felmérni a szem fókuszáló képességét.
A szemcsepp kb. 30 percig hatásos a szemész számára, de csak 24 óra múlva ürül ki a szervezetből. Felnőtteknek az első 12 órában nem ajánlatos gépkocsit vezetni, mivel a pupillatágítás a szemet érzéketlenné teszi a fényerősség változására, és gátolja a fókuszálást kis távolságokra, ezáltal homályos látáshoz vezethet.
A VIII. Magyar Gyógyszerkönyvben Cyclopentolati hydrochloridum    néven hivatalos.  

## Mellékhatások, ellenjavallatok
A szernek kevés mellékhatása van. Ezek: égető érzés az alkalmazás helyén. A szemnyomás átmeneti emelkedése (ezért zöldhályog esetén megelőző kezelésre van szükség). Előfordulhat még (különösen túladagolás esetén) szájszárazság, összefüggéstelen beszéd, nyugtalanság, gyermekeknél szédüléssel és reszketéssel együttjáró hányinger, csecsemőknél alhasi puffadás.

## Hatásmód
Gátolja a szembogárszűkítő izom és a sugárizom kolinerg (muszkarinos) reakcióit. Ez a hatás gyorsabb, és rövidebb ideig tart, mint az atropin esetén. Fiatalokon a hatás gyorsabb és intenzívebb, mint idősebbeken. Világosabb szivárványhártya (kék szem) esetén a hatás erősebb.

## Készítmények
Magyarországon:
- HUMAPENT 5 mg/ml oldatos szemcsepp

A nemzetközi gyógyszerkereskedelemben számos önálló és kombinált szer van forgalomban.

## Fordítás
- Ez a szócikk részben vagy egészben  a   Cyclopentolate című angol Wikipédia-szócikk fordításán alapul.  Az eredeti cikk szerkesztőit annak laptörténete sorolja fel. Ez a jelzés csupán a megfogalmazás eredetét és a szerzői jogokat jelzi, nem szolgál a cikkben szereplő információk forrásmegjelöléseként.